# Luhyňa
Luhyňa este o comună slovacă, aflată în districtul Trebišov din regiunea Košice. Localitatea se află la altitudinea de 167 m deasupra n.m., se întinde pe o suprafață de 6,84 km2 și în 2017 număra 304 locuitori.

## Istoric
Localitatea Luhyňa este atestată documentar din 1263.

## Demografie
| An:                | 1994 | 2004    | 2014 | 2024   |
| ------------------ | ---- | ------- | ---- | ------ |
| Număr de persoane: | 351  | 313     | 313  | 294    |
| Diferență:         |      | −10,82% | +0%  | −6,07% |

| An:                | 2023 | 2024   |
| ------------------ | ---- | ------ |
| Număr de persoane: | 301  | 294    |
| Diferență:         |      | −2,32% |